# El Venado, San Jacinto Tlacotepec
El Venado är en ort i Mexiko.   Den ligger i kommunen San Jacinto Tlacotepec och delstaten Oaxaca, i den sydöstra delen av landet, 400 km sydost om huvudstaden Mexico City. El Venado ligger 994 meter över havet och antalet invånare är 362.
Terrängen runt El Venado är kuperad åt sydost, men åt nordväst är den bergig. Runt El Venado är det glesbefolkat, med 8 invånare per kvadratkilometer. Närmaste större samhälle är El Arador, 18,0 km öster om El Venado. I omgivningarna runt El Venado växer huvudsakligen savannskog.